# Okresní soud v Kolíně
Okresní soud v Kolíně je okresní soud se sídlem v Kolíně, jehož odvolacím soudem je Krajský soud v Praze. Soud se nachází v historické budově bez bezbariérového přístupu na Kmochově ulici a rozhoduje jako soud prvního stupně ve všech trestních a civilních věcech, ledaže jde o specializovanou agendu (nejzávažnější trestné činy, insolvenční řízení, spory ve věcech obchodních korporací, hospodářské soutěže, duševního vlastnictví apod.), která je svěřena krajskému soudu.

## Budova
Okresní soud se nachází v budově postavené v letech 1883–1884 pro potřeby okresního hejtmanství. Soud zde sídlí od roku 1949, přičemž až do roku 1990 druhé patro užívaly také policejní složky. Projekt zpracoval neznámý architekt, slohově jde o neorenesanční palác v severoitalském stylu, z jehož přední fasády s několika pilastry vystupuje dominantní střední rizalit. Přízemí je bosováno a okna v prvním patře jsou zdobena segmentovými a trojúhelníkovitými frontony. Na severním průčelí je umístěna pamětní deska divizního generála Antonína Pavlíka, který zde byl během německé okupace vězněn gestapem. V parčíku před soudem se nachází památník padlým v první světové válce z roku 1923 a socha Váhy spravedlnosti z roku 2001.

## Soudní obvod
Obvod Okresního soudu v Kolíně se neshoduje s okresem Kolín, patří do něj území těchto obcí:
Barchovice •
Bečváry •
Bělušice •
Břežany I •
Břežany II •
Býchory •
Cerhenice •
Církvice •
Černé Voděrady •
Červené Pečky •
Český Brod •
Dobřichov •
Dolní Chvatliny •
Dománovice •
Doubravčice •
Drahobudice •
Grunta •
Horní Kruty •
Hradešín •
Chotutice •
Chrášťany •
Jestřabí Lhota •
Jevany •
Kbel •
Klášterní Skalice •
Klučov •
Kolín •
Konárovice •
Konojedy •
Kořenice •
Kostelec nad Černými lesy •
Kouřim •
Kozojedy •
Krakovany •
Krupá •
Krychnov •
Křečhoř •
Kšely •
Libenice •
Libodřice •
Lipec •
Lošany •
Malotice •
Masojedy •
Mrzky •
Nebovidy •
Němčice •
Nová Ves I •
Nučice •
Ohaře •
Oleška •
Oplany •
Ovčáry •
Pašinka •
Pečky •
Plaňany •
Polepy •
Polní Chrčice •
Polní Voděrady •
Poříčany •
Prusice •
Přehvozdí •
Přistoupim •
Přišimasy •
Radim •
Radovesnice I •
Radovesnice II •
Ratboř •
Ratenice •
Rostoklaty •
Skvrňov •
Starý Kolín •
Stříbrná Skalice •
Svojšice •
Štíhlice •
Tismice •
Toušice •
Třebovle •
Tři Dvory •
Tuchoraz •
Tuklaty •
Týnec nad Labem •
Uhlířská Lhota •
Veletov •
Velim •
Velký Osek •
Veltruby •
Vitice •
Vlkančice •
Volárna •
Vrátkov •
Vrbčany •
Vrbová Lhota •
Výžerky •
Vyžlovka •
Zalešany •
Zásmuky •
Žabonosy •
Ždánice •
Žiželice